# Helvetiellinae
Helvetiellinae es una subfamilia de foraminíferos planctónicos de la familia Rugoglobigerinidae, de la superfamilia Globotruncanoidea, del suborden Globigerinina y del orden Globigerinida. Su rango cronoestratigráfico abarca el Maastrichtiense (Cretácico superior).

## Discusión
Clasificaciones posteriores incluirían Helvetiellinae en la superfamilia Globigerinoidea.

## Clasificación
Helvetiellinae incluye a los siguientes géneros:
- Bucherina †, también incluido en la Subfamilia Rugoglobigerininae.
- Helvetiella †, también incluido en la Subfamilia Rugoglobigerininae.